# ماریفکا (شهرستان استرلیتاماکسکی، باشقیرستان)
ماریفکا (انگلیسی: Maryevka, Sterlitamaksky District, Republic of Bashkortostan) یک شهرک در شهرستان استرلیتاماکسکی استان باشقیرستان کشور روسیه است.